# Exarcat Apostòlic de Veneçuela
L'Exarcat Apostòlic de Veneçuela és una seu de l'Església Catòlica Siríaca. El 2014 tenia 20.300 batejats. Està regida per l'exarca Hikmat Beylouni. L'exarcat apostòlic estén la seva jurisdicció sobre tots els fidels catòlics de l'Església catòlica siríaca de Veneçuela. La seu de l'exarcat és la ciutat de Maracay, on hi ha la catedral de la Assumpció de Maria. El territori comprèn 4 parròquies. L'exarcat apostòlic va ser erigit el 22 de juny de 2001 com la butlla Ecclesiales communitates del papa Joan Pau II.

## Episcopologi
- Denys Antoine Chahda (28 de juny de 2001 - 13 de setembre de 2001 nomenat arxieparca de l'Arxieparquia d'Alep.
- Iwannis Louis Awad (17 de maig de 2003 - 1 de març 2011 renuncià)
- Hikmat Beylouni, des de l'1 de març de 2011

## Demografia
| any  | població | població | població | sacerdots | sacerdots       | sacerdots       | sacerdots             | diaques | religiosos | religiosos | parròquies |
| ---- | -------- | -------- | -------- | --------- | --------------- | --------------- | --------------------- | ------- | ---------- | ---------- | ---------- |
| any  | batejats | total    | %        | total     | clergat secular | clergat regular | batejats per sacerdot | diaques | homes      | dones      |            |
| 2009 | 5.000    | ?        | ?        | 5         | 5               |                 | 1.000                 | 1       |            |            | 11         |
| 2010 | 5.080    | ?        | ?        | 5         | 5               |                 | 1.016                 | 2       |            |            | 6          |
| 2014 | 20.300   | ?        | ?        | 5         | 5               |                 | 4.060                 |         |            |            | 4          |